# Творча асоціація «500»
Творча асоціація «500» — об'єднання українських письменників, приналежних до покоління дев'ятдесятників. 

## Історія
Творча асоціація «500» утворилась в 1993 році в Києві. Однією з цілей створення нової асоціації, за С. Руденком, стало «подолання неуваги» старших письменників до літературного покоління 90-х років. Творча асоціація «500» разом з Національним музеєм літератури України організувала ряд поетичних вечорів під гаслом «Молоде вино». У 1994 році учасники асоціації упорядкували і видали антологію поезії 90-х років минулого століття «Молоде вино». У 1995 році з'явилася антологія прози 90-х «Тексти». 
У 1997 році під егідою ТА «500» було проведено Всеукраїнський фестиваль поезії «Молоде вино». Популяризації творчого доробку учасників асоціації посприяло активне співробітництво з видавництвом «Смолоскип» та численні літературні вечори, проведені у великих містах України у 1994–1996 роках.
У 1997 році вийшла ще одна антологія учасників асоціації «Іменник. Антологія дев'яностих».

## Активні учасники асоціації
Активними учасниками ТА в 1993–1996 роках були:
- Максим Розумний,
- Сергій Руденко,
- Роман Кухарук,
- В. Квітка,
- Андрій Кокотюха.

## Джерело
- Мала українська енциклопедія актуальної літератури, Плерома, 3, проєкт Повернення деміургів — Івано-Франківськ: Лілея-НВ, 1998. — с. 106 с.